# Генеральный штаб Войска польского
Генеральный штаб Войска Польского (пол. Sztab Generalny Wojska Polskiego) — центральный орган управления Вооружённых сил Польши, образован в 1918 году. В разные годы был известен под названиями Генеральный штаб (пол. Sztab Generalny) и Главный штаб (пол. Sztab Główny).

## История
25 октября 1918 года было принято решение о создании управления начальника штаба польской армии. В 1928 году был создан Генеральный штаб Войска Польского.
В сентябре 1939 года в ходе вторжения немецких войск территория Польши была оккупирована, а учреждения Генерального штаба прекратили своё функционирование и были захвачены немцами.
8 августа 1944 года началось создание Главного командования Войска Польского, а 1 января 1945 года Крайова Рада Народова приняла решение о создании Генерального штаба Войска Польского, начальником которого был назначен генерал Владислав Корчиц.
До 10 апреля 2010 года должность начальника Генштаба занимал Франтишек Гонгор, погибший в авиакатастрофе Ту-154 в Смоленске.

## Современное состояние
Возглавляет Генеральный штаб начальник Генерального штаба Войска Польского (пол. Szef Sztabu Generalnego Wojska Polskiego). Он назначается сроком на три года.

## Руководство Генерального Штаба
Королевство Польское (1917—1918)
- генерал инфантерии Феликс фон Барт[пол.] (23 апреля 1917 — 19 октября 1918)[a]
- полковник Хенрик Минкевич (19 — 29 октября 1918)
- генерал-подпоручик Тадеуш Розвадовский (28 октября — 14 ноября 1918)[b]

Польская Республика (1918—1939)
- генерал-подпоручик Тадеуш Розвадовский (14 — 15 ноября 1918)
- генерал-поручик Станислав Шептицкий (16 ноября 1918 — 7 февраля 1919)
- генерал-подпоручик Станислав Халлер (8 февраля 1919 — 22 июля 1920)
- генерал-поручик Тадеуш Розвадовский (22 июля 1920 — 1 апреля 1921)
- генерал дивизии Владислав Сикорский (1 апреля 1921 — 16 декабря 1922)
- маршал Юзеф Пилсудский (17 декабря 1922 — 9 июня 1923)
- генерал дивизии Станислав Халлер (9 июня 1923 — 16 декабря 1925)
- генерал бригады Эдмунд Кесслер[пол.] (16 декабря 1925 — 12 мая 1926)
- генерал дивизии Станислав Халлер (12 мая 1926 — 15 мая 1926)
- генерал бригады Станислав Бурхардт-Букацкий[пол.] (17 мая 1926 — 28 июня 1926)
- генерал бригады Тадеуш Пискор (28 июня 1926[3] — 5 декабря 1931[4])[c]
- генерал бригады Януш Гонсёровский[пол.] (3 декабря 1931 — 7 июня 1935)[5]
- генерал бригады Вацлав Стахевич (7 июня 1935 — 18 сентября 1939)

Правительство Польши в изгнании
- полковник Александр Кендзёр[пол.] (7 ноября 1939 — 5 июня 1940)
- генерал бригады Тадеуш Климецкий[пол.] (июнь 1940 — 4 июля 1943)
- генерал брони Станислав Копаньский (21 июля 1943 — 3 сентября 1946)
- полковник Роман Шыманьский[пол.] (1958)[e]

Народное Войско Польское (1944—1945)
- полковник Мариан Спыхальский (22 июля — 1 сентября 1944)
- генерал бригады Владислав Корчиц (1 сентября — 4 октября 1944)
- генерал бригады Бронислав Полторжицкий (4 — 7 октября 1944)
- генерал бригады Болеслав Зарако-Зараковский (7 октября — 31 декабря 1944)
- генерал бригады Ян Юскевич (и. о. в отсутствие Болеслава Зарако-Зараковского)
- генерал брони Владислав Корчиц (1 января — 9 мая 1945)

Польская Народная Республика (1944—1990)
- генерал брони Владислав Корчиц (9 мая 1945 — 18 января 1954)
- генерал брони Борис Пигаревич (заместитель, временно и. о., 1952—1954)
- генерал брони Ежи Бордзиловский (23 марта 1954 — 6 февраля 1965)
- генерал дивизии Войцех Ярузельский (6 января 1965 — 10 апреля 1968)
- генерал дивизии Болеслав Хоха (11 апреля 1968 — 11 января 1973)
- генерал брони Флориан Сивицкий (12 января 1973 — 21 ноября 1983)
- генерал брони Юзеф Ужицкий (22 ноября 1983 — 31 декабря 1989)

Республика Польша (с 1990)
- генерал брони Юзеф Ужицкий (1 января 1990 — 24 сентября 1990)
- генерал брони Здзислав Стельмашук[пол.] (25 сентября 1990 — 4 августа 1992)
- генерал брони Тадеуш Вилецкий (5 августа 1992 — 9 марта 1997)
- генерал брони Генрик Шумский (10 марта 1997 — 29 сентября 2000)
- генерал Чеслав Пёнтас (30 сентября 2000 — 31 января 2006)
- генерал брони Мечислав Ценюх[пол.] (и. о., 31 января 2006 — 27 февраля 2006)
- генерал Франтишек Гонгор (27 февраля 2006 — 10 апреля 2010)
- генерал брони Мечислав Стаховяк[пол.] (и. о., 10 апреля 2010 — 7 мая 2010)
- генерал Мечислав Ценюх[пол.] (7 мая 2010 — 6 мая 2013)
- генерал Мечислав Гоцул[пол.] (6 мая 2013 — 31 января 2017)
- генерал Лешек Суравский[пол.] (31 января 2017 — 2 июля 2018)
- генерал Раймунд Анджейчак (3 июля 2018 — 10 октября 2023)
- генерал брони Веслав Кукула[пол.] (10 октября 2023 — н. в.)

## Комментарии
1. ↑  Фон Барт и его преемник — начальники Инспектората обучения польских вооружённых сил Королевства Польского (пол. Szef Inspektoratu Wyszkolenia Polskiej Siły Zbrojnej Królestwa Polskiego)
2. ↑  Официально — начальник штаба Войск польских Регентского Королевства Польши. С 24 октября по 12 ноября Розвадовский фактически занимал высшую руководящую должность в структуре вооружённых сил (с того момента, как Совет Регентства отстранил от командования войсками на территории Польши Ганса Безелера, и до назначения на пост верховного главнокомандующего Юзефа Пилсудского).
3. ↑  До 22 декабря 1928 года должность называлась «начальник Генерального штаба», с 22 декабря 1928 года и по 18 сентября 1939 года — «начальник Главного штаба»
4. ↑  В годы Второй мировой войны эта должность называлась «начальник штаба Верховного главнокомандующего» (пол. Szef Sztabu Naczelnego Wodza)
5. ↑  Как начальник Главного штаба Польских вооружённых сил
6. ↑  В годы Второй мировой войны эта должность называлась «начальник Главного штаба Верховного командования Войска Польского» (пол. Szef Sztabu Głównego Naczelnego Dowództwa Wojska Polskiego)